# Protaphis flaviovis
Protaphis flaviovis är en insektsart. Protaphis flaviovis ingår i släktet Protaphis och familjen långrörsbladlöss. Inga underarter finns listade i Catalogue of Life.